# Исерлис, Юлий Давыдович
Ю́лий Давы́дович И́серлис (англ. Julius Isserlis; 31 октября [7 ноября] 1888, Кишинёв — 23 июля 1968, Лондон) — российский, австрийский и британский пианист, музыкальный педагог.

## Биография
Юлий Исерлис родился 31 октября (7 ноября) 1888 года в Кишинёве. Его отец, Давид Хаскелевич Исерлис (1860—?), был уроженцем Шклова; мать, Анна Меджибожская (1856—?), закончила акушерские курсы при Московском университете (родители сочетались браком 1 июня 1885 года в Кишинёве, мать на момент брака была вдовой). Начал обучаться музыке в 4 года. Когда ему было 7 лет, его преподаватель Колезе направил его в Киевское музыкальное училище к его директору, профессору В. В. Пухальскому, а тот в свою очередь в 1900 году — в Московскую консерваторию к тогдашнему директору В. И. Сафонову. В возрасте 13 лет Юлий Исерлис выступил в симфоническом концерте памяти Антона Рубинштейна, исполнив «Польскую фантазию» Шопена (оркестром дирижировал В. И. Сафонов). После окончания консерватории с золотой медалью в 1905 году совершенствовался в Париже у Р. Пюньо.
В 1905—1907 годах Юлий Исерлис в сопровождении оркестра под управлением В. И. Сафонова выступал в Берлине, Париже, Швейцарии, а в 1907—1908 годах по приглашению Модеста Альтшулера — в Нью-Йорке, где прошла серия его концертов в сопровождении возглавляемого Сафоновым оркестра Российского симфонического общества.
С 1911 года преподавал в Одесском музыкальном училище, с 1913 по 1918 год — был профессором в Музыкально-драматическом училище Московского филармонического общества. С 1922 года жил в Вене, c 1938 — в Лондоне, занимался педагогической деятельностью, гастролировал в разных странах.

Концертные программы Исерлиса состояли в основном из произведений русских композиторов, особенно прославился как блестящий исполнитель композиций А. Н. Скрябина (с которым он познакомился в Париже в 1907 году), С. В. Рахманинова, Н. К. Метнера и ранних произведений С. С. Прокофьева, а также оригинальной интерпретацией романтической музыки (Шумана, Листа) и французских импрессионистов. Автор фортепианных пьес в романтическом духе. 

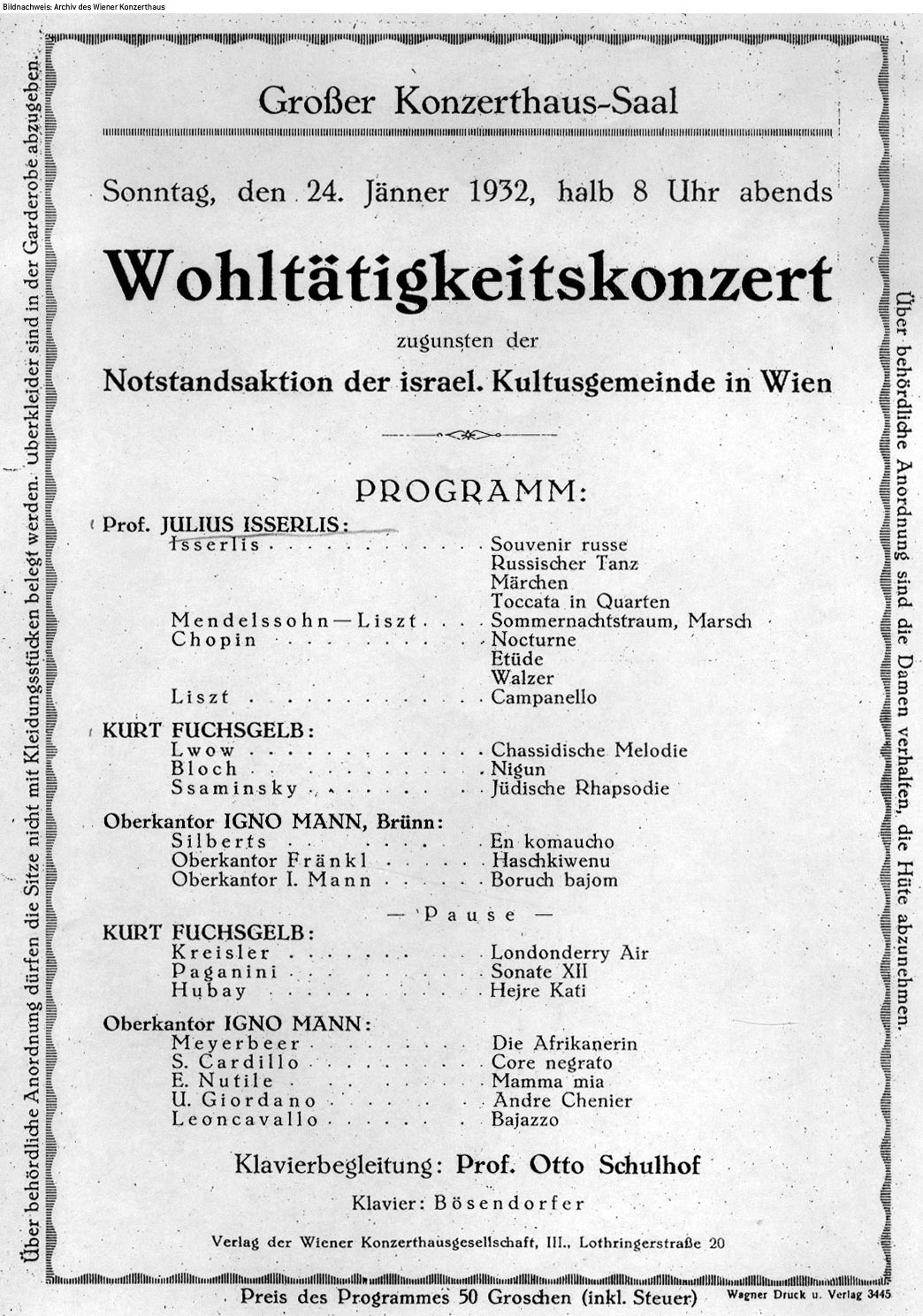
Афиша концерта Ю. Исерлиса в Венском еврейском культурном обществе с кантором Игно Манном (1932)

С 1980 года королевским филармоническим обществом Великобритании присуждается двухгодичная стипендия Юлия Исерлиса (см. полный список награждённых здесь). Среди учеников Исерлиса — Рут Гайгер (Ruth Geiger, Вена), Оскар Моравец (Чехословакия—Канада) и Бернар Пинсоно (Bernard Pinsonneault, Лондон)

## Семья
- Сын — пианист Георг (Джордж) Иссерлис (1917—?); внук — крупнейший британский виолончелист Стивен Иссерлис; внучки — британская скрипачка Рэйчел Иссерлис (Rachel Isserlis) и альтистка Аннет Иссерлис (Annette, иногда Anette, Isserlis; основательница британского Оркестра эпохи Просвещения — The Orchestra of the Age of Enlightenment, солистка барочной капеллы Sir John Eliot Gardiner’s English Baroque Soloists).

## Записи и нотные издания
- Märchen. Fairy Tale, Op. 6. Universal-Edition. Pl. № 8844.
- Russischer Tanz, Op. 7. Universal-Edition. Pl. № 9467, 1930.
- Drei Klavierstücke, Op. 8: a. Moment Musical, b. Méditation, c. Le Vol d’une Hirondelle. Universal-Edition. Pl. № 9963, 1930.
- Toccata in Quarten. Prélude Exotique, Op. 10. Universal-Edition. Pl. № 8618, 1931.
- 24 Preludes, op. 11 А. Н. Скрябина. Delta DEL 12022, Великобритания.